# Vlachovo
Vlachovo (Hongaars: Oláhpatak) is een Slowaakse gemeente in de regio Košice, en maakt deel uit van het district Rožňava.
Vlachovo telt 863 inwoners.